# Conraua derooi
Conraua derooi és una espècie de granota que viu a Ghana i Togo.
Està amenaçada d'extinció per la pèrdua del seu hàbitat natural.